# اسیبنزولار-اس-متیل
اسیبنزولار-اس-متیل (به انگلیسی: Acibenzolar-S-methyl) یک ترکیب شیمیایی با شناسه پاب‌کم ۸۶۴۱۲ است. شکل ظاهری این ترکیب، بلورهای مات نارنجی است.